# Arthur Phillips
Pour les articles homonymes, voir Phillips.
Arthur Phillips est un romancier américain, né le 23 avril 1969 à Minneapolis, dans l'État du Minnesota.

## Biographie
Titulaire d'un Bachelor of Arts (licence) en histoire, délivré à l'issue de ses études à l'université Harvard de 1986 à 1990, il est parti vivre à Budapest (Hongrie) de 1990 à 1992
En 1992 et 1993, il a suivi les cours de saxophone de jazz au Berklee College of Music de Boston (Massachusetts).
Depuis 2002, il a publié cinq romans, tous parus chez Random House, et dont deux ont été traduits en français par Edith Ochs, aux éditions Le Cherche midi.

## Œuvres
- (en) Arthur Phillips, Prague, New York, Random House, juin 2002, 367 p. (ISBN 978-0-375-50787-8, LCCN 2001048975)Livre non traduit en français.
- (en) Arthur Phillips, The Egyptologist, New York, Random House, août 2004, 383 p. (ISBN 978-1-4000-6250-8, LCCN 2003065543)
Arthur Phillips (trad. Edith Ochs), L'Égyptologue [« The Egyptologist »], Le Cherche midi, coll. « Ailleurs », 22 mars 2007, 556 p. (ISBN 978-2-7491-0532-1, BNF 41269820)
- (en) Arthur Phillips, Angelica : A Novel, New York, Random House, avril 2007, 331 p. (ISBN 978-1-4000-6251-5, LCCN 2006040632)
Arthur Phillips (trad. de l'anglais par Edith Ochs), Angelica [« Angelica »], Paris, Le Cherche midi, coll. « NéO », 26 février 2009, 422 p. (ISBN 978-2-7491-1180-3, BNF 41415987)Réédition au format de poche : Pocket, 3 février 2011, 469 p.,  (ISBN 978-2-266-21218-2).
- (en) Arthur Phillips, The Song Is You : A Novel, New York, Random House, avril 2009, 254 p. (ISBN 978-1-4000-6646-9, LCCN 2008028845)
Arthur Phillips (trad. Edith Ochs), Une Simple mélodie, [« The song is you », 2009], Paris, Le Cherche Midi, coll. « Ailleurs », 2012, 444 p.  (ISBN 978-2-7491-1507-8)

Un projet d'adaptation cinématographique du roman était annoncé, en février 2010, qui confierait le scénario et la réalisation à Bill Condon. 
- (en) Arthur Phillips, The Tragedy of Arthur, New York, Random House, 19 avril 2011, 377 p. (ISBN 978-1-4000-6647-6, LCCN 2010021192) Roman non traduit en français, dans lequel le père du héros, également nommé Arthur Phillips, révèle à son fils une supposée tragédie perdue de William Shakespeare, titrée The Tragedy of Arthur, consacrée au roi Arthur et supposée initialement publiée en 1597, tragédie le héros du roman et le romancier dévoilent ensuite au monde la teneur en en publiant le texte intégral, en cinq actes, dans le corps mêrme du roman[3],[4],[5],[6].

## Récompenses littéraires
- 2002 : lauréat du prix Art Seidenbaum du premlier roman (Art Seidenbaum Award for First Fiction), décerné par le quotidien The Los Angeles Times, pour Prague